# Mitchell Trubisky
(en) Statistiques sur pro-football-reference
Mitchell Trubisky, né le 20 août 1994 à Mentor en Ohio, est un joueur professionnel américain de football américain évoluant au poste de quarterback dans la National Football League (NFL) depuis la saison 2017.
Auparavant, il a joué au niveau universitaire pour les Tar Heels de la Caroline du Nord dans la NCAA Division I FBS pendant trois saisons avant d'être sélectionné en 2e choix global — après Myles Garrett — lors du premier tour de la draft 2017 de la NFL par la franchise des Bears de Chicago à la suite d'un échange controversé avec les 49ers de San Francisco. Il y remporte le titre de champion de la NFC North en 2018 ce qui lui vaut une sélection au Pro Bowl.
En 2021, il quitte les Bears et signe chez les Bills de Buffalo en tant que remplaçant de Josh Allen. En 2022, il rejoint les Steelers de Pittsburgh qui le libèrent en fin de saison 2023 ce qui lui permet de revenir chez les Bills pour la saison 2024.

## Biographie

### Carrière universitaire
Trubisky intègre l'université de Caroline du Nord à Chapel Hill en 2013 où il joue pour l'équipe des Tar Heels de 2014 à 2016 ayant le statut  de redshirt lors de sa première année. Après avoir été remplaçant à Marquise Williams lors les deux saisons suivantes, il devient le quarterback titulaire des Tar Heels en 2016.

### Carrière professionnelle

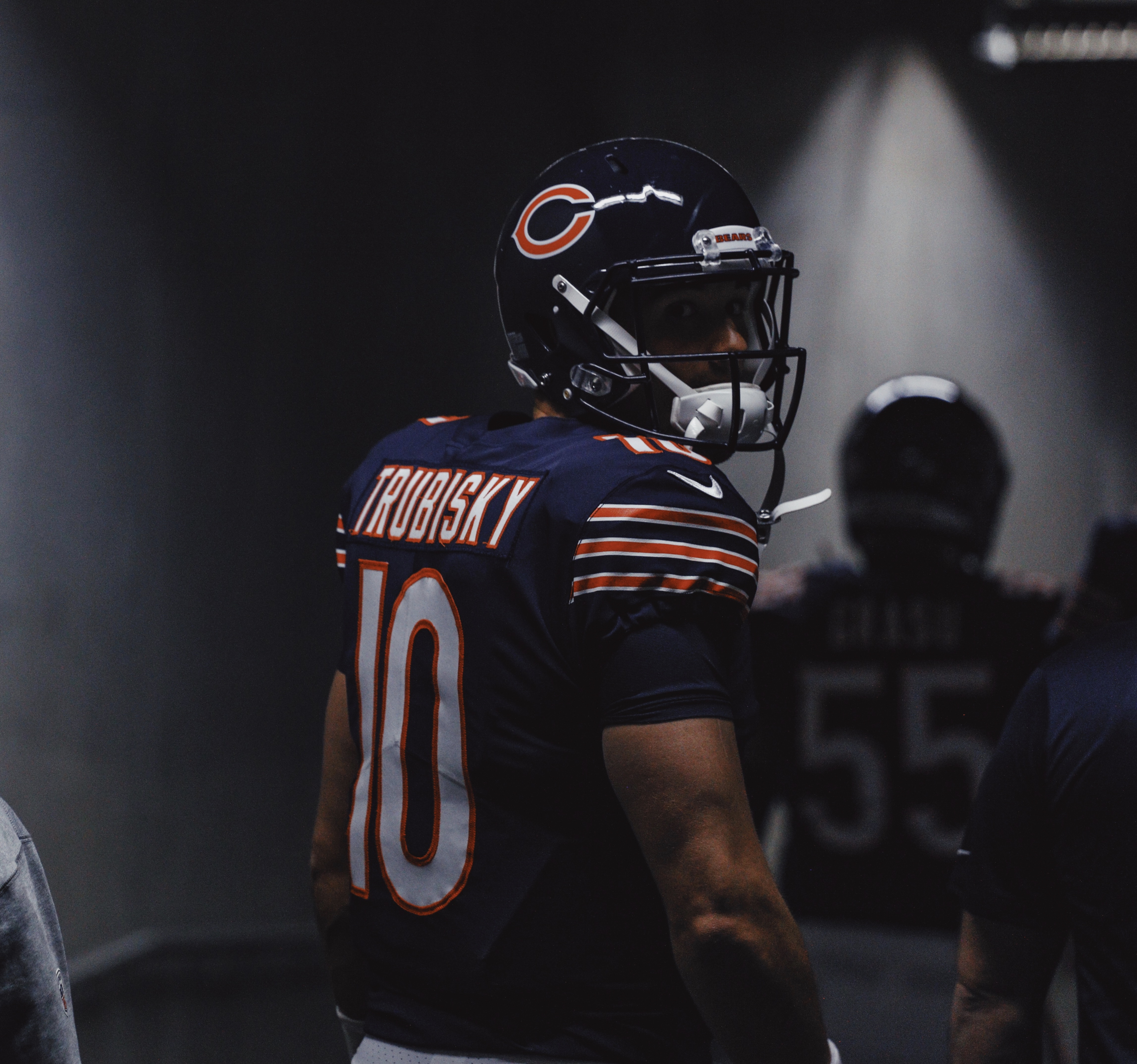
Trubisky en 2017, sous le maillot des Bears de Chicago

#### Draft
Il renonce à jouer une quatrième et dernière saison universitaire et se déclare éligible à la draft 2017 de la NFL. Considéré comme un des meilleurs quarterbacks disponibles, il est sélectionné en deuxième position de la draft par les Bears de Chicago, cette franchise ayant échangé quatre sélections de draft, dont le troisième choix global, aux 49ers de San Francisco pour avancer d'une position.

#### Bears de Chicago (2017-2020)
Malgré de bonnes performances lors des matchs d'avant saison, l'entraîneur principal des Bears John Fox lui préfère Mike Glennon au poste de quarterback titulaire pour le début de la saison 2017. Après quatre matchs sur le banc, il devient titulaire. Au cours de sa première rencontre professionnelle face aux Vikings du Minnesota, il gagne 128 yards et marque un touchdown à la passe malgré une interception et la défaite. Il est titularisé pour le restant de la saison et conclut sa première saison professionnelle en totalisant 2 193 yards et sept  touchdown à la passe pour autant d'interceptions. Il gagne également 248 yards et inscrit deux touchdowns supplémentaires à la course.
Pour la saison suivante, les Bears engagent un nouvel entraîneur principal en Matt Nagy et ajoutent plusieurs cibles pour Trubisky en signant les receveurs Allen Robinson et Taylor Gabriel ainsi que le tight end Trey Burton. Après un début de saison difficile, il réussit une de ses meilleures performances de la saison en 4e semaine face aux Buccaneers de Tampa Bay puisqu'il gagne 354 yards et inscrit 6 touchdowns à la passe. En 10e semaine, il est désigné meilleur joueur offensif de la semaine dans la NFC après avoir gagné 355 yards et inscrit 4 touchdowns contre les Lions de Détroit. Il aide les Bears à remporter la division NFC Nord avec un bilan de 12 victoires pour 4 défaites, permettant à l'équipe de se qualifier en phase éliminatoire pour la première fois depuis 2010. Son équipe perd toutefois 16 à 15 le match de tour préliminaire à la suite d'un field goal raté par Cody Parkey. Il est sélectionné au Pro Bowl en remplacement de Jared Goff des Rams de Los Angeles, ce dernier participant au Super Bowl.
La saison 2019 est plus difficile pour Trubisky et les Bears, qui terminent la saison avec huit victoires pour autant de défaites sans participation à la phase éliminatoire. Trubisky est critiqué pour son jeu et est considéré par plusieurs observateurs comme responsable des insuccès en attaque de l'équipe,,.
Durant l'intersaison en 2020, les Bears ne sont pas tout à fait convaincus par Trubisky et font l'acquisition du quarterback Nick Foles, annonçant une « compétition ouverte » entre ces deux joueurs pour le poste de titulaire. Trubisky est finalement désigné titulaire pour le début de saison. Néanmoins, en 3e semaine contre les Falcons d'Atlanta, il rejoint le banc et est remplacé par Foles, l'équipe étant menée de 16 points. Sous Foles, l'équipe effectue une remontée lors du quatrième quart temps et remporte la rencontre 30 à 26. Foles est par la suite nommé titulaire pour les matchs suivants. Foles se blesse lors de la 10e semaine et Trubisky reprend sa place de titulaire durant la 12e semaine pour affronter les Packers de Green Bay. Après deux défaites, il mène les Bears à trois victoires consécutives qui permettent à l'équipe de se qualifier pour la phase éliminatoire.

#### Bills de Buffalo (2021)
Après quatre saisons à Chicago, il signe le 18 mars 2021 un contrat d'un an d'un montant de 2,5 millions de dollars avec les Bills de Buffalo,. N'ayant pas reçu d'offre pour un poste de titulaire dans une autre franchise, il déclare avoir signé chez les Bills comme remplaçant de Josh Allen pour pouvoir s'améliorer sous la direction d'un encadrement ayant permis à ce dernier d'être considéré comme un potentiel candidat au titre de MVP de la NFL. Trubisky fait sa première apparition pour les Bills dans les derniers instants du match joué contre la Washington Football Team en 3e semaine. Le match suivant contre les Texans de Houston (victoire 40-0), il entre également pendant le 4e quart temps et inscrit son seul touchdown de la saison à la suite d'une course de 4 yards.

#### Steelers de Pittsburgh (2022-2023)
Le 14 mars 2022, Trubisky signe chez les Steelers de Pittsburgh un contrat de deux ans pour un montant de 14,25 millions de dollars incluant des bonus à la performance permettant d'atteindre les 27 millions. Il est désigné titulaire pour le premier match de la saison contre les Bengals et remporte la rencontre 23 à 20 en prolongation sans avoir commis de turnover. La semaine suivante, à la suite de la défaite contre les Patriots, certains fans des Steelers se font entendre réclamant Kenny Pickett,. Au cours du match joué en 4e semaine contre les Jets, après avoir été intercepté, Trubisky est mis sur le banc au cours du 3e quart temps. Dans les jours suivants, l'entraîneur principal Tomlin annonce que Pickett est désigné titulaire au poste de quarterback. Blessé au cours du match contre les Buccaneers en 6e semaine (commotion), Pickett est remplacé par Trubisky mais ce denier reprend son rôle de titulaire la semaine suivante.
Trubisky prolonge son contrat de deux ans avec les Steelers le 18 mai 2023. En 13e semaine, Trubisky remplace Kenny Pickett blessé et devient titulaire les deux semaines suivantes au cours desquelles il réussit 38 passes réussies sur 58 tentées (trois interceptions), gagne 359 yards et inscrit deux touchdowns à la passe sans pouvoir éviter les deux défaites. Trubisky perd ensuite sa place de titulaire au profit de  Mason Rudolph. 
Il est libéré le 12 février 2024 en compagnie de Pressley Harvin III et Chukwuma Okorafor.

#### Bills de Buffalo (2024)
Le 7 mars 2024, Trubisky signe un contrat de deux ans avec les Bills de Buffalo.

## Statistiques

### Universitaires
| Année  | Équipe           | Statut | MJ |         | Passes   | Passes | Passes | Passes | Passes | Passes | Passes  |       | Courses | Courses | Courses | Courses |
| Année  | Équipe           | Statut | MJ | Tentées | Réussies | Pct.   | Yards  | TD     | Int.   | Éval.  | Tentées | Yards | Moy.    | TD      |         |         |
| 2014   | Caroline du Nord | Fr.    | 09 | 078     | 042      | 53,8   | 0459   | 05     | 4      | 114,2  | 11      | 030   | 2,7     | 0       |         |         |
| 2015   | Caroline du Nord | So.    | 09 | 047     | 040      | 85,1   | 0555   | 06     | 0      | 226,4  | 16      | 101   | 6,3     | 3       |         |         |
| 2016   | Caroline du Nord | Jr.    | 13 | 447     | 304      | 68,0   | 3 748  | 30     | 6      | 157,9  | 93      | 308   | 3,3     | 5       |         |         |
| Totaux | Totaux           | Totaux | 31 | 572     | 386      | 67,5   | 4 762  | 41     | 10     | 157,6  | 120     | 439   | 3,7     | 8       |         |         |

### Professionnelles
| Année                    | Équipe                   | MJ |                 | Passes          | Passes          | Passes          | Passes          | Passes          | Passes          | Passes          |                 | Courses         | Courses         | Courses | Courses |     | Sacks  | Sacks |  | Fumbles | Fumbles |
| Année                    | Équipe                   | MJ | Tentées         | Réussies        | Pct.            | Yards           | TD              | Int.            | Éval.           | Tentées         | Yards           | Moy.            | TD              | Nb.     | Yards   | Nb. | Perdus |       |  |         |         |
| 2017                     | Bears de Chicago         | 12 | 330             | 196             | 59,4            | 2 193           | 07              | 07              | 77,5            | 41              | 248             | 6,0             | 2               | 31      | 196     | 10  | 6      |       |  |         |         |
| 2018                     | Bears de Chicago         | 14 | 434             | 289             | 66,6            | 3 223           | 24              | 12              | 95,4            | 68              | 421             | 6,2             | 3               | 24      | 134     | 06  | 1      |       |  |         |         |
| 2019                     | Bears de Chicago         | 15 | 516             | 326             | 63,2            | 3 138           | 17              | 10              | 83,0            | 48              | 193             | 4,0             | 2               | 38      | 234     | 05  | 3      |       |  |         |         |
| 2020                     | Bears de Chicago         | 10 | 297             | 199             | 67,0            | 2 055           | 16              | 08              | 93,5            | 33              | 195             | 5,9             | 1               | 18      | 125     | 06  | 3      |       |  |         |         |
| 2021                     | Bills de Buffalo         | 06 | 08              | 06              | 75,0            | 0 43            | 0               | 01              | 47,4            | 13              | 024             | 1,8             | 1               | 0       | 0       | 0   | 0      |       |  |         |         |
| 2022                     | Steelers de Pittsburgh   | 07 | 180             | 117             | 65,0            | 1 252           | 04              | 05              | 81,1            | 19              | 038             | 2,0             | 2               | 11      | 068     | 0   | 1      |       |  |         |         |
| 2023                     | Steelers de Pittsburgh   | 05 | 107             | 067             | 62,6            | 0 632           | 04              | 05              | 71,9            | 16              | 054             | 3,4             | 2               | 07      | 042     | 01  | 1      |       |  |         |         |
| 2024                     | Bills de Buffalo         | ?  | Saison en cours | Saison en cours | Saison en cours | Saison en cours | Saison en cours | Saison en cours | Saison en cours | Saison en cours | Saison en cours | Saison en cours | Saison en cours | ?       | ?       | ?   | ?      |       |  |         |         |
| Totaux chez les Bears    | Totaux chez les Bears    | 51 | 1 577           | 1 010           | 64,1            | 10 609          | 64              | 37              | 87,2            | 190             | 1 057           | 5,6             | 08              | 111     | 698     | 27  | 13     |       |  |         |         |
| Totaux chez les Steelers | Totaux chez les Steelers | 12 | 0 287           | 0 184           | 64,1            | 01 884          | 08              | 10              | 77,6            | 035             | 0 92            | 2,6             | 13              | 018     | 110     | 01  | 02     |       |  |         |         |
| Totaux en carrière       | Totaux en carrière       | 69 | 1 873           | 1 200           | 64,2            | 12 536          | 72              | 48              | 85,5            | 238             | 1 173           | 4,9             | 13              | 129     | 808     | 28  | 15     |       |  |         |         |

| Année              | Équipe             | MJ |         | Passes   | Passes | Passes | Passes | Passes | Passes | Passes  |       | Courses | Courses | Courses | Courses |     | Sacks  | Sacks |  | Fumbles | Fumbles |
| Année              | Équipe             | MJ | Tentées | Réussies | Pct.   | Yards  | TD     | Int.   | Éval.  | Tentées | Yards | Moy.    | TD      | Nb.     | Yards   | Nb. | Perdus |       |  |         |         |
| 2018               | Bears de Chicago   | 1  | 43      | 26       | 60,5   | 303    | 1      | 0      | 89,6   | 3       | 09    | 3,0     | 0       | 2       | 12      | 0   | 0      |       |  |         |         |
| 2020               | Bears de Chicago   | 1  | 29      | 19       | 65,0   | 199    | 1      | 0      | 96,8   | 3       | 10    | 3,3     | 0       | 1       | 08      | 0   | 0      |       |  |         |         |
| 2021               | Bills de Buffalo   | 1  | 0       | 0        | 00,0   | 0      | 0      | 0      | 00,0   | 3       | -2    | -0,7    | 0       | 0       | 0       | 0   | 0      |       |  |         |         |
| Totaux en carrière | Totaux en carrière | 3  | 72      | 45       | 62,5   | 502    | 2      | 0      | 92,5   | 9       | 17    | 1,9     | 0       | 3       | 20      | 0   | 0      |       |  |         |         |